# خالق‌آباد (منوجان)
خالق‌آباد یا کهن کلوتان، روستایی از توابع بخش آسمینون شهرستان منوجان در استان کرمان ایران است.

## جمعیت
این روستا در دهستان نودژ قرار دارد و براساس سرشماری عمومی نفوس و مسکن در سال ۱۳۹۵، جمعیت آن برابر با ۷۶۵ نفر (۲۲۲ خانوار) بوده‌است.